# Despotat de Serbie
 (décembre 2024).
1402–1540
Entités précédentes :
- Principauté de Serbie
- Zeta (1421)

Entités suivantes :
- Zeta (1452)
- Empire ottoman

Le despotat de Serbie (en serbe : Српска деспотовина, Srpska despotovina) est une monarchie formée en 1402 à partir de l'ancienne Serbie moravienne.
Bien que l'on considère que l'année 1389 marque la fin de l'État serbe médiéval avec la bataille de Kosovo Polje, le despotat fut l'héritier de l'empire du prince Lazar Hrebeljanović et survécut encore pendant 70 ans. Il fut conquis par les Ottomans en 1459, en faisant l'un des derniers États serbes à tomber sous leur pouvoir.

## Histoire

### Origine
Après la mort du prince Lazar Hrebeljanović lors de la bataille de Kosovo Polje le 28 juin 1389, son fils Stefan Lazarević lui succède. La régence est tout d'abord assurée par sa mère Milica Nemanjić. Femme sage et diplomate, elle parvient à retarder la menace ottomane alors que l'Empire ottoman traverse une période tourmentée après la bataille de Kosovo Polje et le meurtre du sultan Murad I. Elle décide de marier sa fille Olivera au successeur de Murad I, le sultan Bayezid I.
La Serbie devient un État vassal de l'Empire ottoman vers 1390 et Stefan Lazarević doit apporter une aide militaire au sultan. Il le fait lors de la bataille de Rovine en mai 1395 contre le prince valaque Mircea Ier de Valachie, et lors de la bataille de Nicopolis en 1396 contre le roi hongrois Sigismond. À la suite de cela, le sultan Bayezid accorde à Stefan la majorité des terres de Vuk Branković au Kosovo, alors que Branković s'est rangé du côté du roi hongrois à Nicopolis.
Lorsque l'armée de Timur entre sur le territoire ottoman, Stefan Lazarević participe à la bataille d'Ankara en 1402, au cours de laquelle les Ottomans sont vaincus et leur chef Bayezid capturé. De retour en Serbie, Stefan visite Constantinople où l'empereur byzantin Manuel II Paléologue lui accorda le titre de despote. Dans les années précédentes, ce titre signifiait que le despote dirigeait un État vassal ; cependant, comme l'Empire byzantin était trop faible pour affirmer une telle règle et que la Serbie n'était pas son État vassal, Stefan Lazarević a pris ce titre comme le style personnel des monarques serbes.

### Stefan Lazarević

#### Consolidation du pouvoir
A Constantinople, Stefan s'oppose à son neveu Đurađ Branković, fils de Vuk Branković qui l'accompagnait et a été arrêté par les autorités byzantines. Đurađ succèdera plus tard à Stefan. Le frère de Stefan, Vuk Lazarević, fait également partie de son escorte et alors qu'ils reviennent du Kosovo, ils sont attaqués par l'armée de Branković à Tripolje, près du monastère de Gračanica. Vuk dirige l'armée de Lazarević, qui a été victorieuse, mais atteignant Novo Brdo, les frères ont une querelle et Vuk se range du côté ottoman, chez le nouveau sultan (en fait co-dirigeant avec ses trois frères) Suleyman Bey.
Comptant sur des troubles au sein de l'Empire ottoman (Interrègne ottoman), au début de 1404, Stefan accepte la vassalité du roi hongrois Sigismond, qui lui accorde Belgrade, la région de Mačva et le fort de Golubac, jusque-là en possession du Royaume de Hongrie. Belgrade devient donc la capitale de la Serbie pour la deuxième fois dans l'histoire.
Les prochaines années sont marquées par des événements dans la vie personnelle de Stefan. Il a réussi à libérer sa sœur et la veuve de Bayezid, Olivera. En 1404, il fait la paix avec son frère Vuk, en 1405 il épouse Caterina Gattilusio, fille de Francesco II Gattilusio, souverain de l'île de Lesbos. Toujours en 1405, sa mère Milica meurt.
En 1408, les frères se disputent à nouveau et Vuk, avec le sultan Suleyman et la famille Branković, attaqua Stefan au début de 1409. Étant assiégé à Belgrade, Stefan accepta de donner la partie sud de la Serbie à son frère et d'accepter à nouveau la vassalité ottomane. Le frère de Suleyman, Musa, s'est rebellé contre lui et Stefan a pris le parti de Musa dans la bataille de Kosmidion en 1410, près de Constantinople. L'armée de Musa a été vaincue et Suleiman a envoyé le frère de Vuk et Đurađ Branković, Lazar, venir en Serbie avant le retour de Stefan, mais ils ont tous deux été capturés par les sympathisants de Musa et exécutés en juillet 1410. Par Constantinople, où l'empereur Manuel II a confirmé ses droits despotiques, Stefan est revenu à Belgrade et a annexé les terres de Vuk.
En 1410, le roi Sigismond de Hongrie s'empara de plusieurs territoires dans le nord-est de la Bosnie. En récompense de l'aide et de la loyauté de Stefan Lazarević, il transféra Srebrenica et ses environs au despotat serbe en 1411 ou 1412.
Lorsque Musa est devenu sultan autoproclamé dans la partie européenne de l'Empire ottoman, il a attaqué la Serbie au début de 1412 mais a été vaincu par Stefan près de Novo Brdo au Kosovo. Stefan a ensuite invité le dirigeant de la partie anatolienne de l'empire, le sultan Mehmed Bey, à attaquer Musa ensemble. S'assurant l'aide hongroise, ils attaquèrent Musa le 5 juillet 1413 à la bataille de Çamurlu , près de la montagne de Vitosha ( Bulgarie moderne ) et le vainquirent, Musa est tué dans la bataille. En récompense, Stefan a reçu la ville de Koprijan près de Niš et la région serbo-bulgare de Znepolje. Pendant les douze années suivantes, Stefan est resté en bonnes relations avec Mehmed, ce qui a rendu possible la récupération de la Serbie médiévale.

Le despotat serbe à l'époque de Stefan Lazarević (1422) et les possessions de Venise sur la côte adriatique

Le 28 avril 1421, le neveu de Stefan et dirigeant de Zeta, Balša III mourut sans héritier, léguant avant la mort ses terres à son oncle. Avec cela et les gains territoriaux du Royaume de Hongrie (Belgrade, Srebrenica, etc.), la Serbie a restauré la majorité de ses territoires ethniques qu'elle occupait avant la bataille de Kosovo.
En 1425, l'Empire ottoman envahit la Serbie, incendiant et pillant la vallée méridionale de la Morava. Au même moment, le roi de Bosnie a tenté de reprendre Srebrenica aux Serbes, mais a échoué. Le despote Stefan a repoussé l'invasion et a entamé des négociations avec le sultan, après quoi les troupes ottomanes ont quitté la Serbie. Pourtant, cette attaque était un signe inquiétant des choses à venir.

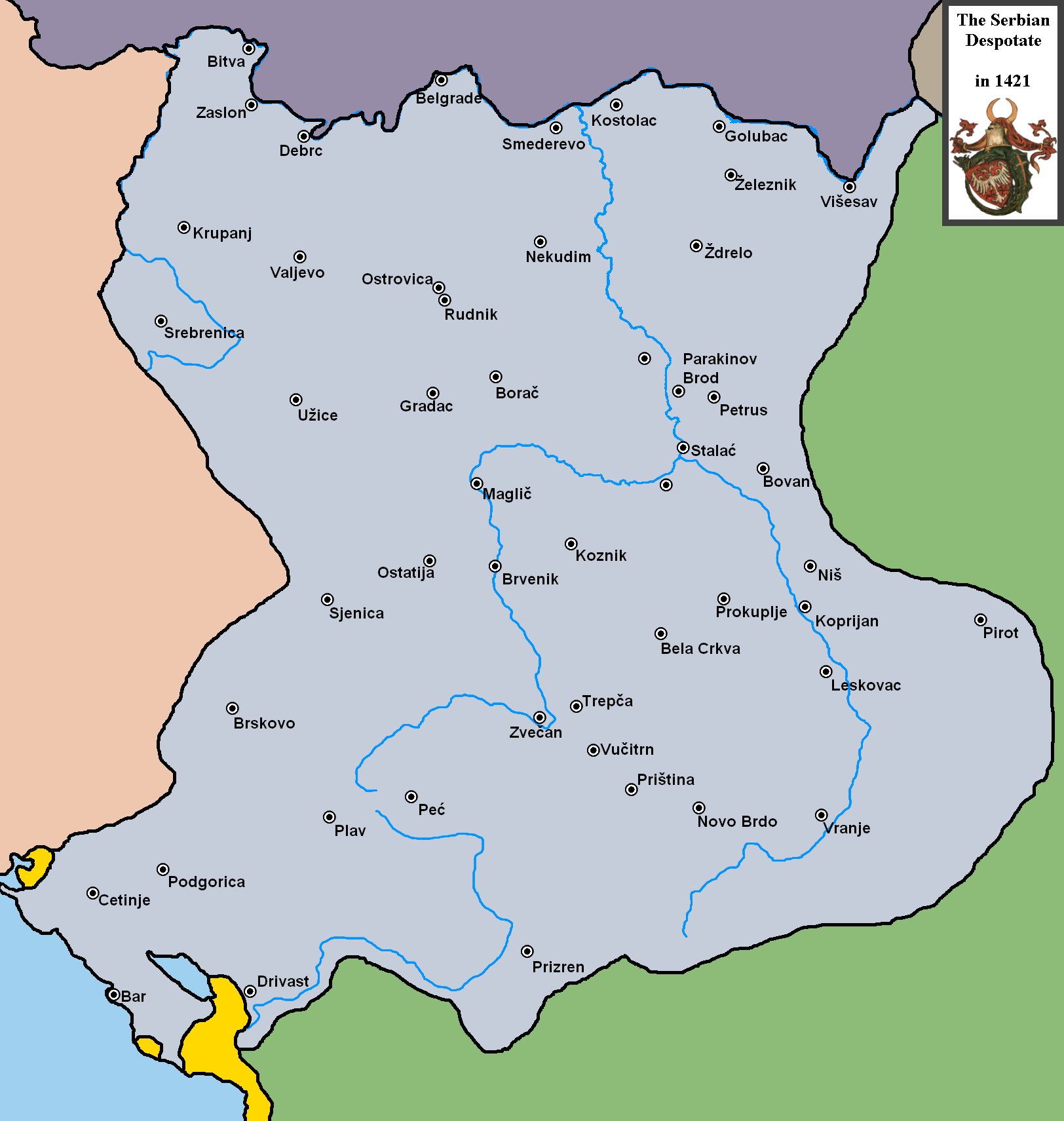
Terres du despotat, 1421–1427

#### Développement artistique
Le règne du poète, penseur et artiste Stefan Lazarević a été une période de développement artistique renouvelé en Serbie. Stefan Lazarević lui-même était un poète, écrivant l'une des principales œuvres littéraires médiévales serbes, Slovo ljubve («Le mot d'amour») et l'une des plus grandes bibliothèques des Balkans à cette époque.

#### Stabilité économique
Outre la stabilité politique résultant de la capacité de Stefan à se tenir à distance à la fois de l'Empire ottoman et du Royaume de Hongrie, la stabilité a également été aidée par les très riches mines d'argent, Srebrenica et Novo Brdo, parmi les plus riches d'Europe à cette époque. Belgrade étant devenue l'une des plus grandes villes d'Europe, comptant plus de 100 000 habitants. Le règne et les actes du despote Stefan Lazarević ont été décrits par son contemporain, le savant écrivain Constantin de Kostenets , qui a écrit la «Vie du despote Stefan Lazarević» (vers 1430).

### Đurađ Branković

#### Premier règne

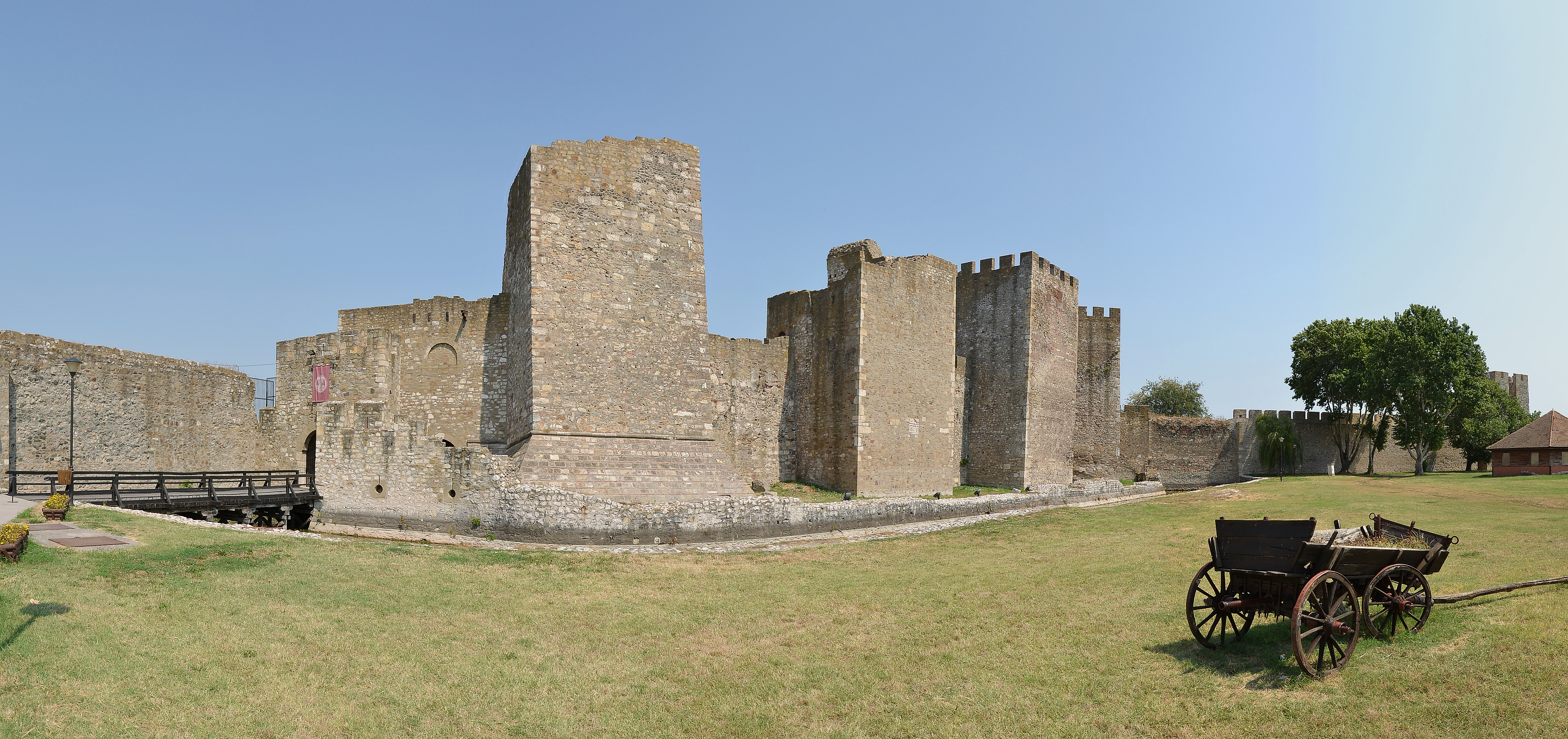
Forteresse de Smederovo, capitale du despotat

Comme le despote Stefan n'avait pas d'enfants, déjà en 1426, il légua le Despotat à son neveu, Đurađ Branković, qui lui succéda à sa mort le 19 juillet 1427. Il était déjà la deuxième figure la plus importante du Despotat au cours des 15 dernières années , il a été confirmé comme despote par l'empereur byzantin Jean VIII Paléologue en 1429.
À la suite immédiate de la mort de Stefan, la Serbie a dû rendre Belgrade au Royaume de Hongrie, mais a gardé Mačva. Comme les villes riches du sud (comme Novo Brdo) étaient trop proches des Ottomans pour être déclarées nouvelles capitales, Đurađ décida d'en construire une nouvelle, la forteresse de Smederevo sur le Danube, près de la frontière du Royaume de Hongrie. Construit de 1428 à 1430, Smederevo était une source de nombreuses futures interprétations erronées de l'histoire, en particulier concernant la femme de Đurađ, Jerina. Avec l'origine grecque de Jerina et l'influence de ses frères sur le nouveau despote, les gens ont commencé à la détester et lui ont attribué de nombreuses caractéristiques vicieuses et perverses, notamment la construction de Smederevo pour des raisons capricieuses. Dans la poésie populaire, elle a été surnommée Prokleta Jerina (la damnée Jerina), mais rien de tout cela n'a été confirmé par des sources historiques réelles.
Immédiatement après être devenu le dirigeant de la Serbie, à l'été 1427, Đurađ a été confronté à la menace d'une invasion ottomane. Les Ottomans ont occupé Kruševac et Niš, la région de Dubočica, y compris Leskovac, et la majeure partie de la région de Toplica. Ils se sont retirés après avoir assiégé sans succès Novo Brdo pendant plusieurs mois.

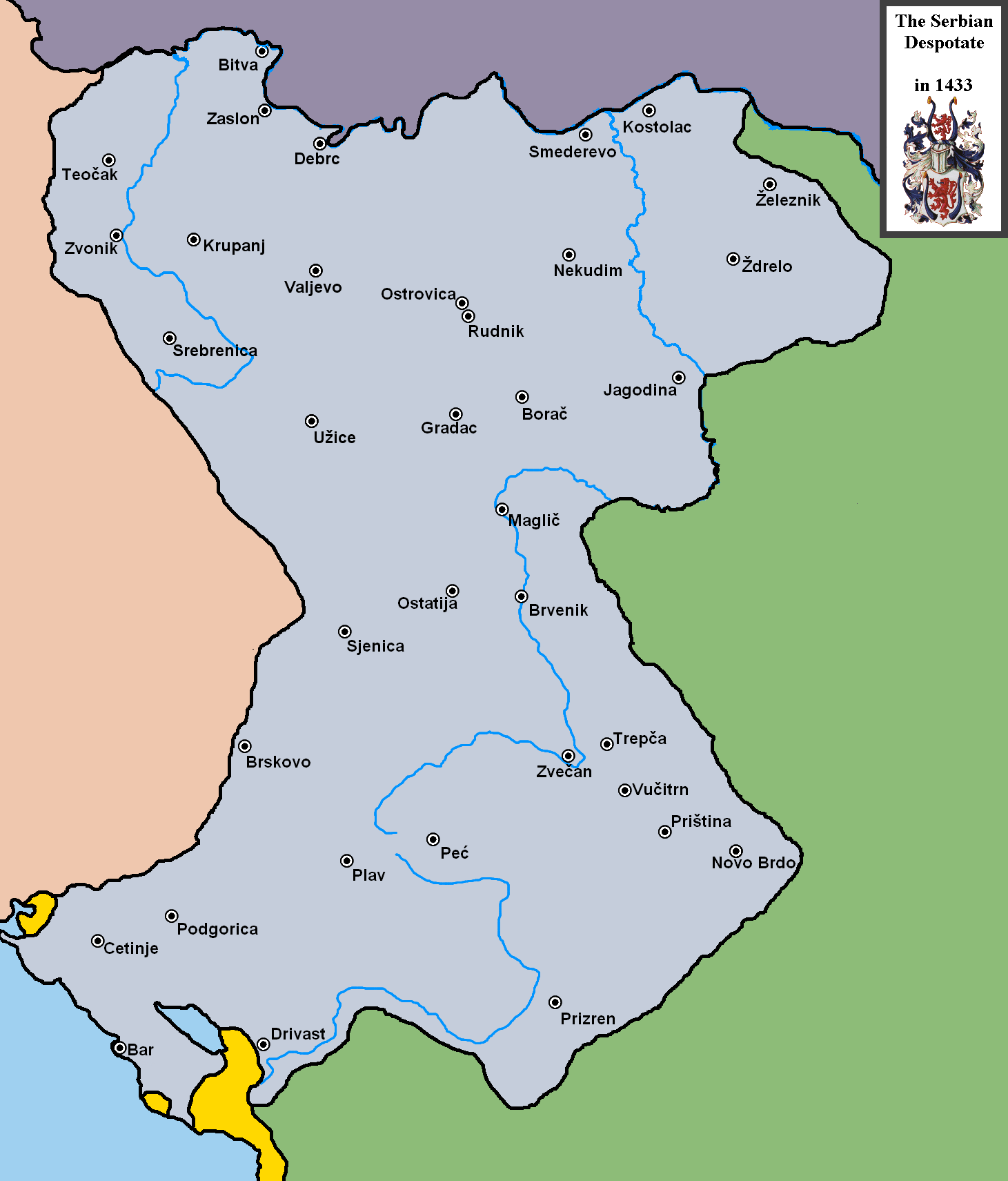
Terres du despotat, 1433–1439

Le roi Tvrtko II de Bosnie est entré en conflit avec la famille noble bosniaque de Zlatonosovići en novembre 1430, au sujet d'une prétendue coopération entre Vukašin Zlatonosović et le despotat serbe. Ce conflit s'est terminé par la mort de Vukašin et l'anéantissement complet de la famille Zlatonosović, mais a directement conduit à un autre conflit avec la Serbie elle-même. Au printemps 1433, le despote Đurađ annexa des parties d'Usora, ainsi que l'avant-poste commercial Zvonik et la forteresse Teočak.
Đurađ a épousé sa fille Katarina à Ulrich II de Celje en 1433, un cousin proche de la reine hongroise, dans le but d'assurer de meilleures relations avec le voisin du nord de la Serbie. Son autre fille Mara, il devait se marier au sultan Murad II. Ce mariage a été arrangé en 1433, mais Đurađ l'a retardé jusqu'en 1435 lorsque les Ottomans l'ont menacé d'invasion. Après le mariage, Murad a juré de poursuivre la paix entre l'Empire ottoman et la Serbie.
Cependant, ce serment sera rompu deux ans plus tard. L'Empire ottoman a envahi et commencé à piller à l'intérieur des frontières de la Serbie en 1437. Đurađ a négocié une paix défavorable avec le sultan en lui donnant la ville de Braničevo. En 1438, le sultan attaqua à nouveau. Cette fois, le Despote dut les laisser s'emparer de Ždrelo et de Višesav : la paix qui suivit ne fut pas plus longue que la précédente.

#### Occupation ottomane temporaire
En 1439, l'armée ottomane, dirigée par le sultan Murad II lui-même, a de nouveau attaqué et saccagé la Serbie. Le despote Đurađ s'enfuit en Hongrie en mai 1439, laissant son fils Grgur Branković et le frère de Jerina, Thomas Kantakouzenos, défendre Smederevo. Après trois mois de siège, Smederevo tomba le 18 août 1439, tandis que Novo Brdo résista à la conquête pendant deux années entières, tombant le 27 juin 1441. À ce moment-là, la seule partie libre du despotat qui restait était Zeta. Cette derniere, cependant, fut bientôt attaqué par les Vénitiens et par le voïvode Stefan Vukčić Kosača. Les dernières villes appartenant à Đurađ dans la région ont été conquises en mars 1442.
Le premier gouverneur ottoman de Serbie fut Ishak-Beg, qui fut remplacé en 1443 par Isa-Beg Isaković.

#### Le rétablissement au pouvoir de Đurađ

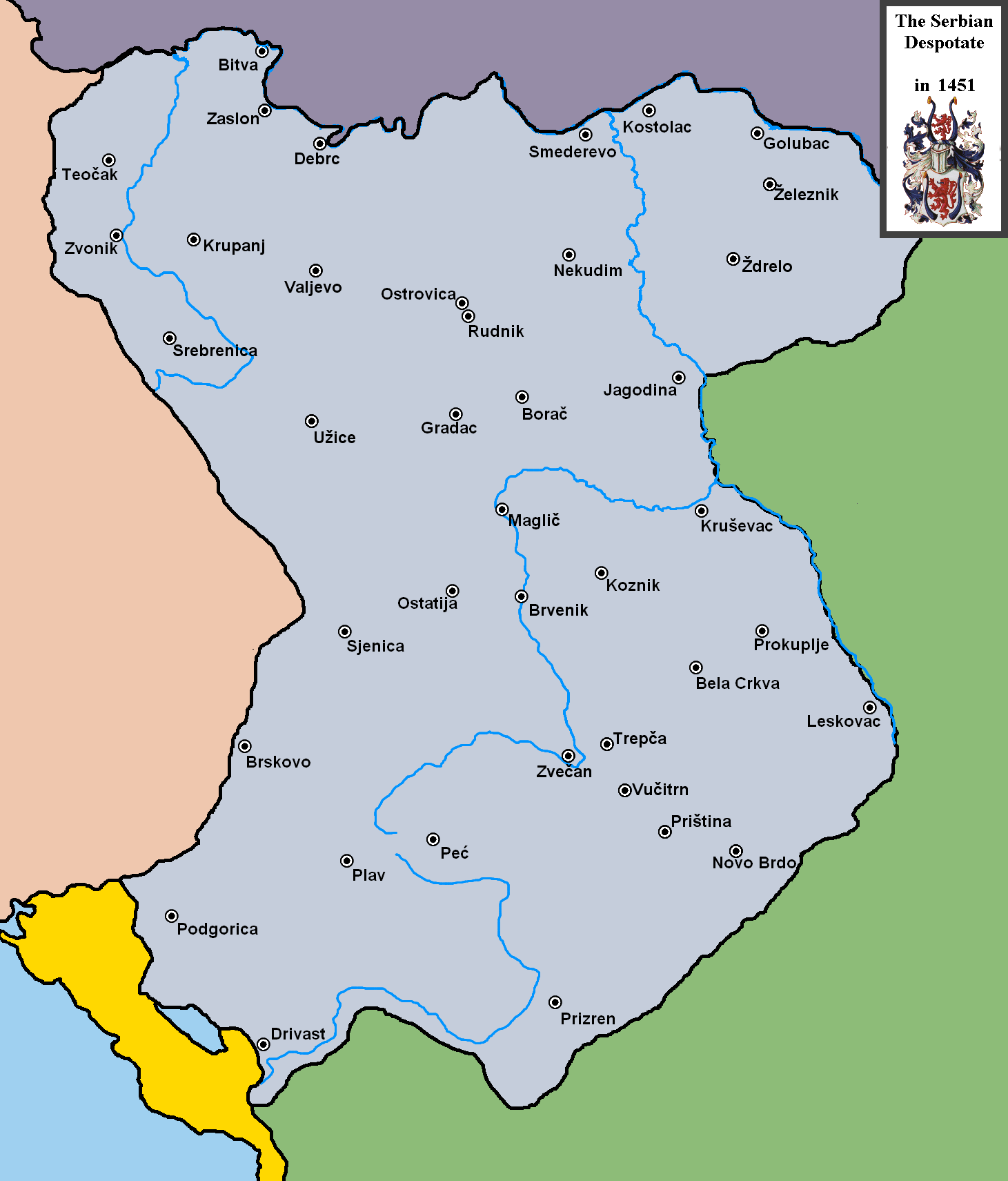
Terres du despotat, 1451–1454

En Hongrie, Đurađ Branković a réussi à convaincre les dirigeants hongrois d'expulser les Ottomans, de sorte qu'une large coalition chrétienne de Hongrois (sous Jean Hunyadi), de Serbes (dirigés par Đurađ) et de Valaques (sous Vlad II Dracul) s'est avancée en Serbie et en Bulgarie en septembre 1443. L'importante armée chrétienne qui traversa le Danube au début de l'automne 1443 était composée d'environ 25 000 soldats hongrois et polonais, plus de 8 000 cavaliers et fantassins serbes et 700 cavaliers bosniaques. La Serbie a été entièrement restaurée par la paix de Szeged le 15 août 1444. Ses frontières étaient les mêmes qu'avant 1437, à l'exception de la partie sud de Zeta, qui est restée sous Venise, et du fort Golubac, qui a été rendu à la Serbie même s'il a été perdu beaucoup plus tôt, en 1427.
Le roi Tomaš de Bosnie a commencé une autre guerre avec le despote Đurađ en 1446 et a réussi à prendre Srebrenica. Cependant, en septembre 1448, les Bosniaques sont vaincus par une armée serbe dirigée par Thomas Cantacuzène, qui reconquiert Srebrenica et prend également Višegrad.
La difficulté du despote Đurađ à maintenir l'équilibre entre deux puissances fortes peut être illustrée par le fait qu'en 1447-1448, il a fourni des fonds aux Byzantins pour réparer les murs de la ville de Constantinople, mais étant officiellement un vassal ottoman, il a dû envoyer mille soldats pour aider le sultan Mehmed II à conquérir Constantinople en mai 1453.
Le nouveau sultan ottoman, Mehmed II, qui sera plus tard appelé le Conquérant, rend les régions de Toplica et Dubočica à la Serbie en 1451 en signe de bonne volonté. À cette occasion, Mehmed II et Đurađ ont négocié la prolongation de leur traité de paix.
Sans déclarer formellement la fin du traité de paix, le sultan Mehmed II envahit la Serbie à la mi-juillet 1454. Une grande partie du centre de la Serbie tomba, mais la capitale était bien préparée et les Ottomans, en apprenant que Hunyadi traverserait le Danube pour renforcer les Serbes, le siège de Smederevo fut levé. Le sultan se retira à Sofia avec du butin et des esclaves, laissant la majeure partie de son armée à Kruševac. Une petite armée serbe sous le voïvode Nikola Skobaljić, qui se trouvait à Dubočica, coupée du nord, a vaincu une armée ottomane près de Leskovac le 24 septembre, tandis que l'armée principale sous Đurađ Branković, avec la force hongroise dirigée par Hunyadi, a écrasé les Ottomans à Kruševac, capturant leur commandant, Firuz-bey.
Mais ces succès n'ont fait gagner que peu de temps. La résistance de Nikola Skobaljić, qui en raison du faible nombre de son armée en vint à être respectée par les Turcs eux-mêmes, fut écrasée par une autre force ottomane le 16 novembre et il fut exécuté. Au début du printemps 1455, le sultan poursuit son invasion de la Serbie. Cette fois, les Ottomans se sont concentrés sur la prise du sud de la Serbie en premier. Novo Brdo a été assiégé avec des canons lourds et est tombé le 1er juin 1455, après quarante jours de résistance. Le reste du sud de la Serbie a été occupé peu de temps après. Au même moment, le despote Đurađ essayait de convaincre les Hongrois de lancer une autre croisade, mais rentra bredouille à Smederevo. Au début de 1456, il accepta un traité de paix avec le sultan et le sud de la Serbie resta aux mains des Ottomans.
Quelques mois après le traité de paix, l'Empire ottoman a de nouveau attaqué. Smederevo et Belgrade, qui étaient les cibles principales des Turcs, ont résisté avec succès, mais la campagne a été encore plus dévastée. Le despote Đurađ Branković est mort le 24 décembre 1456.

### Lazar Brankovic
Le despote Lazar Branković, le seul des fils de Đurađ à ne pas être aveuglé par les Ottomans, succéda à son père. Sentant que la Serbie est trop faible pour vaincre une future incursion ottomane sur le champ de bataille, il réussit à conclure un accord avec le sultan Mehmed II le 15 janvier 1457. Selon cet accord, il obtint la restitution de la plupart des terres de son père et une promesse que la Serbie ne sera pas dérangée par les Ottomans jusqu'à la mort de Lazar. Lazar dut à son tour payer un tribut, qui fut réduit car il ne possédait plus les riches mines de Novo Brdo. Temporairement soulagé de la menace méridionale, Lazar se tourna vers le nord et les batailles internes hongroises, qu'il rejoignit aux côtés du roi Ladislas, parvenant à s'emparer de la ville de Kovin et de plusieurs autres villes sur la rive gauche du Danube en 1457.
Immédiatement après la mort de leur mère Jerina le 3 mai 1457, la jeune génération de la famille Branković éclata dans un conflit de succession. Cherchant des droits pour son fils bâtard Vuk, l'aveugle Grgur Branković s'est enfui dans l'Empire ottoman, avec Mara et Thomas Cantacuzène. Le frère de Lazar, l'aveugle Stefan Branković, a pris son parti et est resté avec lui. Le despote Lazar mourut subitement le 20 janvier 1458.

### Régence et règne de Stefan Branković

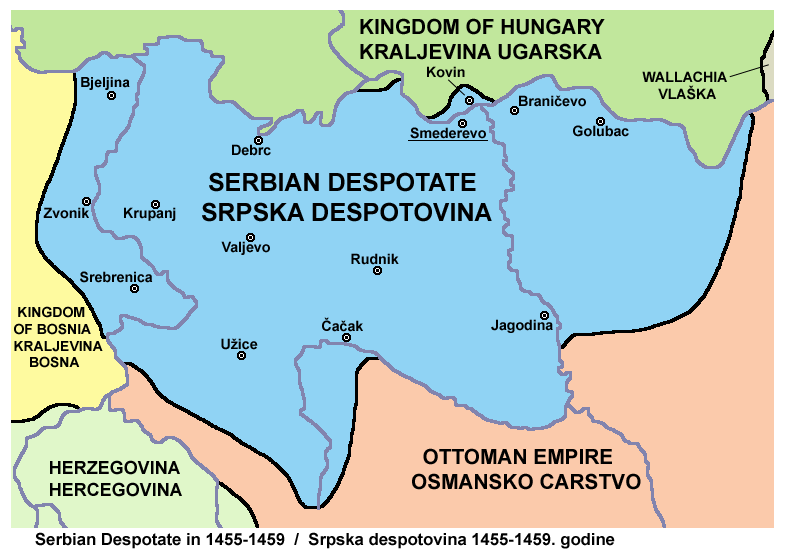
Terres du despotat, 1455–1459

Comme le despote Lazar Branković n'avait pas de fils, une régence de trois membres a été formée après sa mort. Il comprenait le frère de Lazar, l'aveugle Stefan Branković, la veuve de Lazar, Helena Paléologue et le grand-duc Mihailo Anđelović. Mihailo Anđelović, dont le frère était le grand vizir ottoman Mahmud-pacha Anđelović, a commencé à comploter avec les Ottomans derrière le dos de Stefan et Helena. En mars, il a amené un petit détachement de soldats ottomans à Smederevo pour renforcer sa propre offre pour le despotat. Mais les soldats hissent à l'improviste le drapeau ottoman sur les remparts et se mettent à crier le nom du sultan. Les citoyens enragés de Smederevo se sont soulevés contre Anđelović le 31 mars, le faisant prisonnier et capturant ou tuant la majeure partie du détachement ottoman. Stefan Branković, qui a été proclamé nouveau despote, avec Helena Paléologue, a pris le contrôle de Smederevo et du despotat.
Pendant le chaos qui a entouré la mort de Lazar et la scission de la régence provisoire, le roi Stjepan Tomaš de Bosnie a attaqué les possessions du despotat à l'ouest de la rivière Drina et en a conquis la plupart, ne laissant que Teočak entre les mains du despotat. Mihail Silagyi s'est également emparé de la plupart des villes de Lazar au nord du Danube. Immédiatement après le coup d'État manqué de Mihailo Anđelović, les Ottomans ont commencé une autre invasion de la Serbie. Bien qu'ils ne fassent aucun gain territorial significatif avant 1459, ce fut le début de la fin pour le despotat serbe. Stefan Branković a régné jusqu'au 8 avril 1459, date à laquelle il a été renversé par un complot entre Helena Palaiologina et le roi Tomaš, dont le fils a brièvement régné en tant que nouveau despote.

### Stjepan Tomašević et la chute du despotat
Stjepan Tomašević a perdu deux pays au profit des Ottomans : la Serbie en 1459 et la Bosnie en 1463. Sa nomination comme nouveau despote était très impopulaire mais poussée durement par son père, le roi Stjepan Tomaš de Bosnie. À cette époque, la Serbie n'était plus qu'une bande de terre le long du Danube. Le sultan Mehmed II a décidé de conquérir complètement la Serbie et est arrivé à Smederevo; le nouveau dirigeant n'a même pas essayé de défendre la ville. Après des négociations, les Bosniaques ont été autorisés à quitter la ville et la Serbie a été officiellement conquise par les Turcs le 20 juin 1459.

### Les despotes en exil

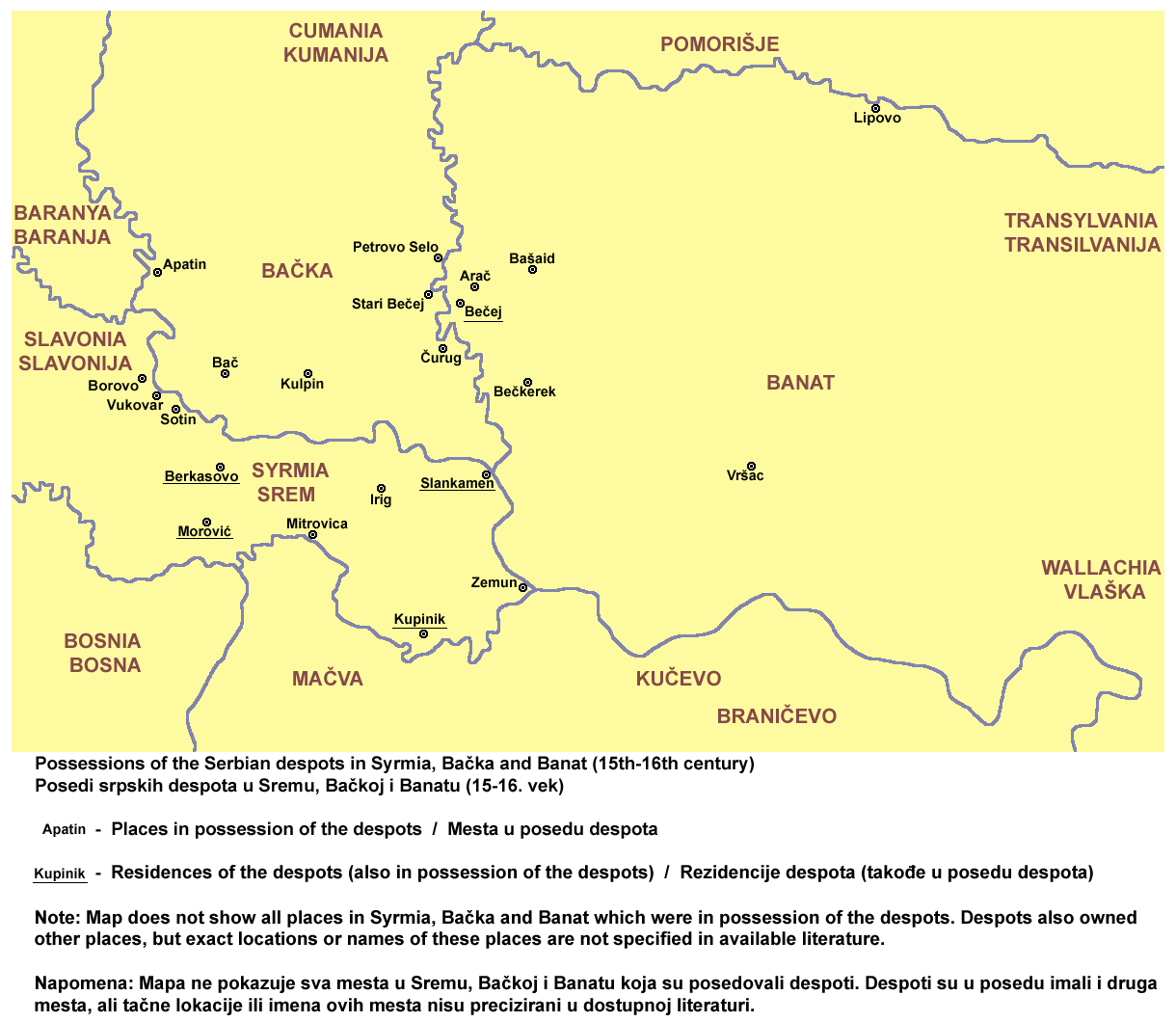
Possessions des despotes serbes en Syrmie, Bačka et Banat

En 1404, le roi hongrois Sigismond prête des parties de Syrmie, Banat et Bačka au despote serbe Stefan Lazarević pour gouverner, plus tard remplacé par Đurađ Branković. Après que l'Empire ottoman ait conquis le despotat serbe en 1459, les dirigeants hongrois ont renouvelé l'héritage des despotes à la maison de Branković en exil, plus tard à la famille noble de Berislavići Grabarski, qui a continué à gouverner la majeure partie de la Syrmie jusqu'à la conquête ottomane, mais le territoire a été en théorie encore sous administration du royaume médiéval de Hongrie. La résidence des despotes était Kupinik (Kupinovo moderne). Les despotes de la dynastie Branković étaient : Vuk Grgurević-Branković (1471–1485), Đorđe Branković (1486–1496) et Jovan Branković (1496–1502).
Les derniers despotes titulaires étaient: Ivaniš Berislavić (1504–1514), Stjepan Berislavić (1520–1535), Radič Božić (1527–1528, prétendant de la faction Zapolya) et Pavle Bakić (1537).

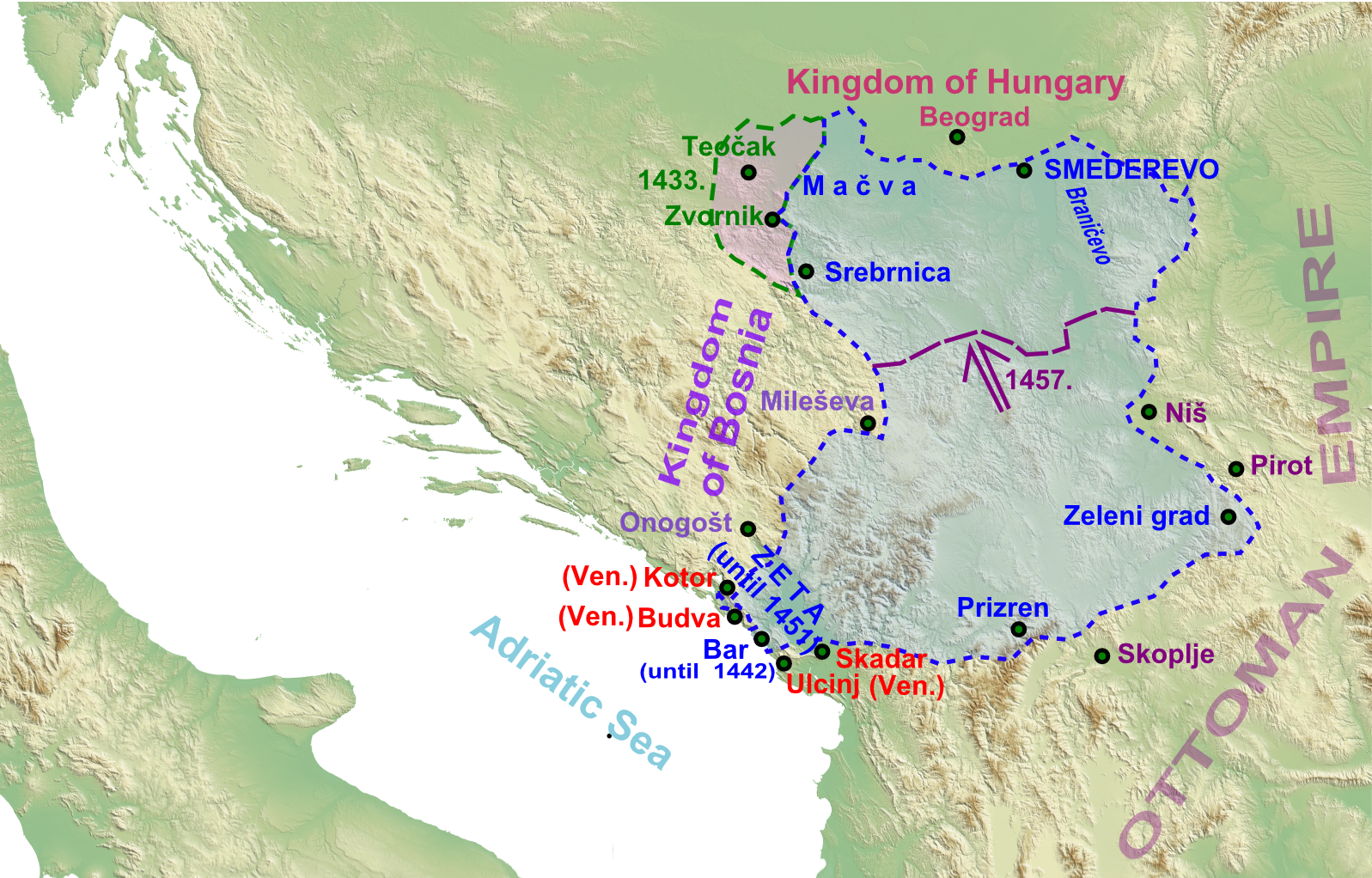
Carte montrant le déclin du despotat de Serbie à la fin des années 1450

## Liste des despotes de Serbie

### En Hongrie
- Stefan Lazarević, 1389–1427
- Đurađ Branković, 1427–1456
- Lazar Branković, 1456–1458
- Hélène Paléologue de Morée 1458-1459, corégente de facto
- Stefan Branković, 1458–1459, corégent de facto
- Étienne Tomašević, 1459

### En Voïvodine
- Vuk Grgurević, 1471–1485
- Đurađ Branković, 1486–1496
- Jovan Branković, 1496–1502
- Ivaniš Berislavić (en), 1504–1514
- Stjepan Berislavić (en), 1520–1526
- Radič Božić, 1527–1528
- Pavle Bakić (en), 1528 (?) –1537
- Stefan Štiljanović, 1537–1540